# Supercoppa Primavera 2011
La Supercoppa Primavera 2011 si è disputata sabato 3 settembre 2011 allo Stadio Olimpico di Roma.
La sfida ha visto contrapposte le squadre Primavera della Roma, vincitrice del Campionato Primavera 2010-2011, e la Fiorentina, detentrice della Coppa Italia Primavera 2010-2011.
Il trofeo è stato conquistato dalla Fiorentina, vincente per 3 a 2 nei tempi regolamentari. È il primo successo in questa competizione per la squadra viola.

## Tabellino
| Arbitro: | Fabbri (Ravenna) |

|                         |           |                                        |
| Viviani 35’ Caprari 57’ | Marcatori | 8’ Campanharo 79’ Babacar 90+8’ Acosty |

| Roma | Fiorentina |